# لیکلند (فلوریدا)
لیکلند (به انگلیسی: Lakeland) شهری در شهرستان پولک ایالت فلوریدا است که در سال ۱۸۸۵ بنیان‌گذاری شده‌است. این شهر طبق سرشماری سال ۲۰۱۰ میلادی، ۹۷٬۵۳۰ نفر جمعیت داشته و مساحت آن نیز ۱۹۲٫۷ کیلومتر مربع است.